# Dean Winters

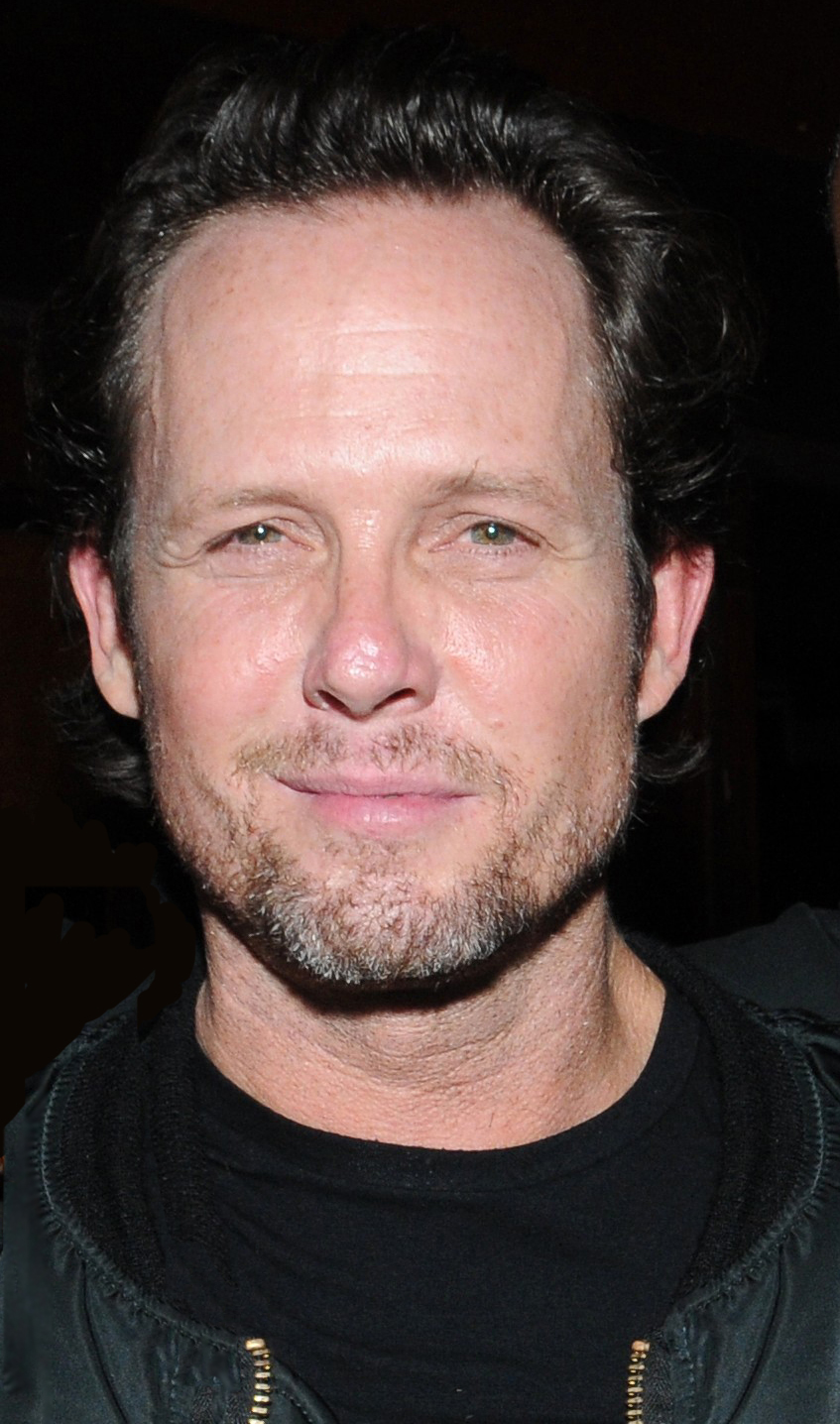
Dean Winters (2010)

Dean Winters (* 20. Juli 1964 in New York City) ist ein US-amerikanischer Schauspieler.

## Leben
Sein Schauspieldebüt gab er 1996 in einem Fernsehkurzfilm mit dem Titel The Playroom. Daran anschließend war er vor allem in Fernsehrollen zu sehen. Von 1997 bis 2003 übernahm er eine tragende Rolle in der Fernsehserie Oz – Hölle hinter Gittern. Von 1999 bis 2000 wirkte er in 13 Episoden von Law & Order: New York mit. In jüngerer Zeit war in mehreren Folgen von Terminator: The Sarah Connor Chronicles zu sehen. Zudem übernahm er von 2004 bis 2011 eine wiederkehrende Rolle in der Serie Rescue Me. In einer Nebenrolle ist er seit 2006 ab und an in der Comedyserie 30 Rock zu sehen.
Winters war auch in einigen Filmen zu sehen, so übernahm er die männliche Hauptrolle in dem Horrorfilm Hellraiser: Hellseeker aus dem Jahre 2002. Im Jahr 2007 war er in einer Nebenrolle in dem Film P.S. Ich liebe Dich zu sehen.

## Filmografie (Auswahl)
- 1995–1996: Homicide (Homicide: Life on the Street, Fernsehserie, 3 Episoden)
- 1996: New York Cops – NYPD Blue (NYPD Blue, Fernsehserie, Episode 4x05)
- 1997: Fletcher’s Visionen (Conspiracy Theory)
- 1997: Lifebreath
- 1997: Die Retter: Feuerhölle in Manhattan (Firehouse, Fernsehfilm)
- 1997–2003: Oz – Hölle hinter Gittern (Oz, Fernsehserie, 56 Episoden)
- 1998: New York Undercover (Fernsehserie, Episode 4x06)
- 1999: Sex and the City (Fernsehserie, Episode 2x14)
- 1999–2000, 2012–2014, 2017–2019: Law & Order: Special Victims Unit (Fernsehserie, 31 Episoden)
- 2002: Hellraiser: Hellseeker
- 2004–2011: Rescue Me (Fernsehserie, 34 Episoden)
- 2005: CSI: Miami (Fernsehserie, Episode 3x24)
- 2006–2012: 30 Rock (Fernsehserie, 15 Episoden)
- 2007: P.S. Ich liebe Dich (P.S. I Love You)
- 2008: Criminal Intent – Verbrechen im Visier (Law & Order: Criminal Intent, Fernsehserie, Episode 7x11)
- 2008–2009: Terminator: The Sarah Connor Chronicles (Fernsehserie, 9 Episoden)
- 2009: Eiskalte Verführung (Winter of Frozen Dreams)
- 2012: Devil You Know
- 2013–2019: Brooklyn Nine-Nine (Fernsehserie, 9 Episoden)
- 2014: John Wick
- 2015: Battle Creek (Fernsehserie, 13 Episoden)
- 2017: Girls’ Night Out (Rough Night)
- 2019: Wayne (Webserie, 6 Episoden)[1]
- 2019: American Gods (Fernsehserie, Episode 2x02)
- 2020: Lost Girls
- 2021: Palmer
- 2021: Girls5eva (Fernsehserie, 3 Episoden)
- 2023: The Out-Laws
- 2025: Highest 2 Lowest